# Сен-Дульшар
Сен-Дульша́р (фр. Saint-Doulchard) — коммуна во Франции, находится в регионе Центр. Департамент — Шер. Главный город кантона Сен-Дульшар. Округ коммуны — Бурж.
Код INSEE коммуны — 18205.

## География
Коммуна расположена приблизительно в 195 км к югу от Парижа, в 95 км южнее Орлеана, в 4 км к северо-западу от Буржа.
По территории коммуны проходит канал Берри и протекает река Йевр.

## История
В романские времена деревня называлась Ампелиакум (лат. Ampeliacum), что означало «виноградные склоны». В средние века в здешних местах жил монах-отшельник Дулькардус, который и дал название деревне — Сен-Дульшар. В то время это была небольшая деревенька с церковью. С появлением в XIX веке железных дорог начался рост численности населения и развитие предприятий.

## Население
Население коммуны на 2008 год составляло 9051 человек.
| 1962 | 1968 | 1975 | 1982 | 1990 | 1999 | 2008 |
| ---- | ---- | ---- | ---- | ---- | ---- | ---- |
| 4552 | 5274 | 6609 | 7928 | 9149 | 9018 | 9051 |

## Администрация
| Период | Период | Фамилия       | Партия        | Примечания |
| ------ | ------ | ------------- | ------------- | ---------- |
| 2001   | 2008   | Эдуар Рубьо   | Разные правые |            |
| 2008   | 2014   | Даниель Безар | Разные правые |            |

## Экономика
Основу экономики составляют сельское хозяйство и лёгкая промышленность.
В 2007 году среди 5712 человек в трудоспособном возрасте (15-64 лет) 4083 были экономически активными, 1629 — неактивными (показатель активности — 71,5 %, в 1999 году было 69,5 %). Из 4083 активных работали 3736 человек (1930 мужчин и 1806 женщин), безработных было 347 (141 мужчина и 206 женщин). Среди 1629 неактивных 539 человек были учениками или студентами, 640 — пенсионерами, 450 были неактивными по другим причинам.

## Достопримечательности
- Церковь XI века
- Замок Вузей[фр.]
- Замок Вари (1870 год)

## Города-побратимы
- Дарлово (Польша, с 1997)[3]